# Politique de sécurité du réseau informatique
Une politique de sécurité réseau est un document générique qui définit des règles à suivre pour les accès au réseau informatique et pour les flux autorisés ou non, détermine comment les politiques sont appliquées et présente une partie de l'architecture de base de l'environnement de sécurité du réseau.
La politique de sécurité réseau est un des éléments de la politique de sécurité informatique, qui est elle-même un des éléments de la politique de sécurité du système d'information.
Cette politique est mise en place techniquement par un administrateur sécurité.